# Onthophagus excisus
Onthophagus excisus är en skalbaggsart som beskrevs av Reiche och Félicien Henry Caignart de Saulcy 1856. Onthophagus excisus ingår i släktet Onthophagus och familjen bladhorningar. Inga underarter finns listade i Catalogue of Life.